# 5507 Niijima
5507 Niijima eller 1987 UJ är en asteroid i huvudbältet som upptäcktes den 21 oktober 1987 av de båda japanska astronomerna Takeshi Urata och Kenzo Suzuki i Toyota. Den är uppkallad efter den japanske astronomen Tsuneo Niijima.
Asteroiden har en diameter på ungefär 5 kilometer och den tillhör asteroidgruppen Astraea.